# Langeac
Langeac är en kommun i departementet Haute-Loire i regionen Auvergne-Rhône-Alpes i centrala Frankrike. Kommunen ligger i kantonen Langeac som tillhör arrondissementet Brioude. År 2022 hade Langeac 3 433 invånare.

## Befolkningsutveckling
Antalet invånare i kommunen Langeac
| Referens: INSEE |